# 니시야마 유스케
니시야마 유스케(일본어: 西山 雄介, 1994년 9월 18일~)는 일본의 축구 선수이다.

## 구단 경력
그는 2017년 J3리그의 YSCC 요코하마에 입단했다. 2018년 7월 가이나레 돗토리로 이적했다. 2022년까지 33경기에 출전하여, 7득점을 넣었다. 2021년 일본 풋볼 리그의 도쿄 무사시노 유나이티드 FC로 이적했다. 2022년 YSCC 요코하마로 복귀했다.